# Hiéroglyphe égyptien F5
La tête de bubale, en hiéroglyphes égyptiens, est classifiée dans la section F « Parties de mammifères » de la liste de Gardiner ; cet hiéroglyphe y est noté F5.

## Représentation
Il représente une tête de bubale (Alcelaphus buselaphus). Il est translittéré šsȝ.

## Utilisation
| S | s | sA | A | w |

| S | s | sA | A | w |

d'où dérive son utilisation en tant que phonogramme trilitère ou complément phonétique de valeur šsȝ.
C'est parfois incorrectement un complément phonétique de valeur sšȝ.

## Exemples de mots
| S | s | sA | A | F5 · t | N2 |

| S | s | sA | A | F5 · t | N2 |

| F5 | w | Y1 · Z2 |

| F5 | w | Y1 · Z2 |

| z · SA | A | F5 | Y1 |

| z · SA | A | F5 | Y1 |